# Hilara orientalis
Hilara orientalis är en tvåvingeart som beskrevs av Mario Bezzi 1912. Hilara orientalis ingår i släktet Hilara och familjen dansflugor.
Artens utbredningsområde är Taiwan. Inga underarter finns listade i Catalogue of Life.